# 베티 난센
베티 난센(덴마크어: Betty Nansen, 1873년 3월 19일 ~ 1943년 3월 15일)은 덴마크의 배우이다.
1893년 코펜하겐 카지노 극장(Casino) 소속 배우로 데뷔하면서 여러 연극 작품에 출연했다. 1896년부터는 덴마크 왕립극장 소속 배우로 활동했다. 1913년부터 1916년까지는 미국에서 영화 배우로 활동했지만 큰 성과를 내지 못했고 연극 배우로 복귀하게 된다. 1943년에 사망하기 이전까지 26편의 연극 작품에 출연했다. 코펜하겐에 위치한 베티 난센 극장은 그의 이름에서 유래된 이름이다.